# Infinity Verlag
Der Infinity Verlag war ein deutscher Comicverlag aus Schwetzingen, der von 1997 bis zu seiner Insolvenz im Jahr 2007 bestand. Das Verlagsprogramm konzentrierte sich auf US-amerikanische Comichefte, bekannt war der Verlag vor allem für die Reihe Spawn.

## Geschichte des Verlages
Der Infinity Verlag wurde 1997 gegründet und war vor allem für die Veröffentlichung der Serie Spawn von Todd McFarlane bekannt. Anfang 2002 entstand zusammen mit Modern Graphics das Joint Venture CrossGen Comics Deutschland, um Titel des US-amerikanischen Comicverlags CrossGeneration Comics in der deutschen Übersetzung herauszubringen, darunter Serien wie Meridian, Mystic und Sigil. Die Publikationen von CrossGen Comics Deutschland endeten 2005. Im Frühjahr des gleichen Jahres wurde ergänzend zum Verlag Paperwerk als eigenständige Vertriebsgesellschaft gegründet. Da die Verkaufszahlen von Spawn stetig zurückgingen änderte der Infinity Verlag im Februar 2006 die Art der Veröffentlichung und stellte unter anderem das Prestigeformat der Reihe ein. Probleme mit dem US-amerikanischen Lizenzgeber Image Comics führten dazu, dass der Infinity Verlag die Rechte an Spawn Ende 2006 verlor. Bereits abgeschlossene Abonnements mussten zurückerstattet werden. Nach etwa zehn Jahren ging der Verlag Anfang 2007 in die Insolvenz. Nach dem Ende des Verlages setzte Paperwerk den Vertrieb der Comictitel bis 2008 weitestgehend fort. Im Zuge der Insolvenz und Umstrukturierung verließen zahlreiche Mitarbeiter das Unternehmen, Ende 2008 ging nach über zehn Jahren auch der langjährige Geschäftsführer Marius Keßler.

## Verlagsprogramm
Das Verlagsprogramm konzentrierte sich auf Comichefte aus den USA, darunter waren Titel von CrossGen, Image Comics und Top Cow. Mit Spawn #1 von Image Comics brachte der Verlag im April 1997 seinen ersten Titel heraus, bis Juni 2006 erschienen 72 Hefte. Bis zur Ausgabe 69 veröffentlichte der Infinity Verlag zusätzlich zu jedem Spawn-Heft eine eigene Prestigeausgabe. Aufgrund des Verkaufsrückgangs der Comichefte musste die Veröffentlichung angepasst werden, unter anderem wurde die Prestigeausgabe und der Vertrieb über Zeitungskioske eingestellt. Nach dem Verlust der Lizenz wurde Spawn von Panini übernommen und ab Ausgabe 73 fortgeführt. Weitere bekannte Serien, die der Infinity Verlag in deutscher Übersetzung veröffentlichte, waren 30 Days of Night, The Creech, The Darkness, Fathom, The Tenth, Tomb Raider und Witchblade.
In Zusammenarbeit mit der Ideenschmiede Paul & Paul (IPP-Studios) entstand ab Juni 1998 das eigene Comicprojekt Die Vergessenen, bis Februar 2000 erschienen zehn Ausgaben der kurzlebigen Mystery-Serie. Nach dem Ausstieg des ursprünglichen Auftraggebers und Sponsoren Home Boy musste das Projekt mit dem zehnten Heft eingestellt werden. Von Mai bis Oktober 2001 veröffentlichte der Infinity Verlag die Reihe Black Metal von Timo Würz in vier Heften. Black Metal erschien ebenfalls als Sammelband, die Geschichte wurde 2018 von Popcom erneut herausgebracht.
Während seines Bestehens brachte der Verlag insgesamt über 800 Comichefte heraus, darunter zahlreiche Ausgaben mit Variant Cover. Der Infinity Verlag veröffentlichte nur selten Sammelbände der einzelnen Hefte.